# Acronicta cretatoides
Acronicta cretatoides är en fjärilsart som beskrevs av Benjamin 1936. Acronicta cretatoides ingår i släktet Acronicta och familjen nattflyn. Inga underarter finns listade i Catalogue of Life.